# Changy (Loara)
Changy – miejscowość i gmina we Francji, w regionie Owernia-Rodan-Alpy, w departamencie Loara.
Według danych na rok 1990 gminę zamieszkiwało 606 osób, a gęstość zaludnienia wynosiła 44 osoby/km² (wśród 2880 gmin regionu Rodan-Alpy Changy plasuje się na 1059. miejscu pod względem liczby ludności, natomiast pod względem powierzchni na miejscu 858.).